# Schlacht bei Dego (1796)
1792

Porrentruy – Marquain – Quiévrain – Verdun – Thionville – Valmy – Lille – Mainz (1792) – Jemappes
1793

Aldenhoven I – Namur – Neerwinden – Mainz (1793) – Famars – Valenciennes (1793) – Arlon (1793) – Hondschoote – Meribel – Avesnes-le-Sec – Pirmasens – Toulon – Fontenay-le-Comte – Cholet – Lucon – Trouillas – Dünkirchen – Le Quesnoy – Menin I – Wattignies – Weißenburg I – Biesingen – Kaiserslautern I – Weißenburg II
1794

Boulou – Landrecis – Menin II – Mouscron – Martinique – Guadeloupe – Tourcoing – Tournai – Kaiserslautern II – San-Lorenzo de la Muga – 13. Prairial – Fleurus – Kaiserslautern III – Vosges – Aldenhoven II
1795

Cornwallis’ Rückzug – Genua – Groix – Hyeres – Handschuhsheim – Mainz (1795) – Mannheim – Loano
1796

Montenotte – Millesimo – Dego – Mondovì – Lodi – Borghetto – Castiglione – Mantua – Siegburg – Altenkirchen – Wetzlar – Kircheib – Kehl – Kalteiche – Friedberg  – Malsch – Neresheim – Sulzbach – Deining – Amberg – Würzburg – Neufundland – Rovereto – Bassano – Limburg – Biberach I – Emmendingen – Schliengen – Caldiero – Arcole – Irland
1797

Fall von Kehl – Rivoli (1797) – St. Vincent – Diersheim – Santa Cruz – Neuwied – Camperduin
Die Schlacht von Dego fand in der Nähe des kleinen Dorfes Dego in Ligurien am 14 und 15. April 1796 als Teil des Italienfeldzuges im Ersten Koalitionskrieg statt. Die Schlacht endete mit einem Sieg der französischen Truppen unter General Napoleon Bonaparte über die österreichisch-sardisch-piemontischen Truppen. Nachdem es Napoleon Bonaparte in der Schlacht bei Montenotte gelungen war, die verbündeten Truppen seiner Gegner aufzuspalten und in der Schlacht bei Millesimo teilweise zu vernichten, verfolgte General Masséna den Feind bis nach Dego. Er griff diesen völlig überraschend an und konnte die Truppen aus dem Ort vertreiben. Das Korps von Joseph Philipp Vukasović, das am 12. April auf den Monte Fazole entsendet worden war, wandte sich schleunigst nach Dego, um am Gefecht teilzunehmen. Ein Irrtum im Datum des Befehls veranlasste, dass er erst am 15. April auf dem Kampfplatz erschien, obwohl die Schlacht schon einen Tag vorher stattgefunden hatte. Er verursachte aber bei den französischen Truppen bei seinem verspäteten, unerwarteten Erscheinen Verwirrung. Die Franzosen hielten die fünf Bataillone Joseph Philipp Vukasovićs, die nicht einmal ein Geschütz mit sich führten, anfangs nämlich für das ganze Korps Beaulieus. Vukasović nutzte die Verwirrung und konnte 18 Kanonen mit insgesamt 28 Munitionswagen erobern und etwa 300 Gefangene machen. Es gelang ihm, sich mit den erbeuteten Kanonen volle zwei Stunden gegen die unter Napoléon anrückenden Franzosen zu halten. Letztendlich der großen Übermacht unterlegen, trat er über Spigno nach Acqui den Rückzug an.